# Vacone
Vacone település Olaszországban, Lazio régióban, Rieti megyében. Lakosainak száma 233 fő (2023. január 1.). Vacone Calvi dell'Umbria, Configni, Cottanello, Montasola és Torri in Sabina községekkel határos.

## Népesség
A település lakossága az elmúlt években az alábbi módon változott:
| Lakosok száma | 245  | 240  | 233  |
|               | 2017 | 2018 | 2023 |